# Affaire de Tarnac
L'affaire de Tarnac des sabotages de caténaires commence le 11 novembre 2008, lorsque Julien Coupat est arrêté par la police antiterroriste avec neuf autres personnes et mis en garde à vue dans le cadre de l'enquête sur le sabotage coordonné de plusieurs lignes de TGV du 8 novembre 2008.
Les personnes arrêtées sont désignées par la ministre de l'Intérieur Michèle Alliot-Marie comme appartenant à un groupuscule dit de « l'ultra-gauche, mouvance anarcho-autonome ». Thierry Fragnoli est le juge antiterroriste chargé du dossier.
Lors des différents procès, la charge de terrorisme est abandonnée, les différents prévenus relaxés de tous les motifs de mise en examen à l'exception de celui de « refus de se soumettre à un prélèvement biologique » pour Julien Coupat et Yildune Lévy, peine dont ils sont dispensés. Le jugement de la chambre correctionnelle du tribunal de grande instance de Paris est motivé par la phrase suivante : « L’audience a permis de comprendre que le groupe de Tarnac était une fiction ».
L'affaire de Tarnac est considérée comme un fiasco judiciaire.

## Chronologie
Le 15 novembre 2008, Julien Coupat est mis en examen pour « direction d'une structure à vocation terroriste », « association de malfaiteurs en relation avec une entreprise terroriste » et « dégradations en réunion en relation avec une entreprise terroriste ». Il est placé en détention provisoire avec quatre autres suspects, tandis que quatre autres personnes sont remises en liberté sous contrôle judiciaire. Trois des personnes arrêtées en même temps que Julien Coupat sont remises en liberté le 2 décembre 2008.
D'après un article du magazine L'Express, se référant à un arrêt de la chambre de l'instruction de Paris du 2 décembre, la voiture de Julien Coupat et de sa compagne, Yildune Lévy, filée par la police dans la nuit du 7 au 8 novembre 2008, se serait arrêtée vingt minutes à Dhuisy, en Seine-et-Marne, à l'aplomb de la voie TGV où un fer à béton coudé, accroché à la ligne de contact de la caténaire provoque un court-circuit au passage une heure plus tard du premier TGV de la journée, à cinq heures du matin. Ces informations sont contenues dans un rapport de la police antiterroriste daté du 15 novembre.
Le 19 décembre, le juge des libertés et de la détention ordonne la remise en liberté de Julien Coupat, mais, mesure exceptionnelle, le parquet dépose aussitôt un appel suspensif via une procédure rarement employée : le référé-détention ; la demande est ensuite rejetée le 23 décembre 2008 par la Cour d'appel de Paris, puis le 26 décembre (un référé-détention du parquet bloque également la libération de sa compagne Yildune Lévy, libération qui a lieu le 16 janvier sur décision de la cour d'Appel). Le 30 janvier, le 19 février, le 13 mars et le 12 mai 2009, les demandes de remise en liberté de Julien Coupat sont toutes rejetées par la cour d'appel,.
Le quotidien Le Monde, dans son éditorial du 17 mars 2009, souligne qu'en l'absence de flagrant délit, d'aveux, et même d'indices, « la justice et les enquêteurs se doivent [de] répondre rapidement. Sauf à accréditer le sentiment croissant que cette affaire est artificielle, effectivement absurde, donc profondément choquante. » Le 16 avril, le quotidien Libération parle de « fiasco judiciaire ». Le 25 mai, Le Monde affirme : « Aucun élément indiscutable n'est venu étoffer un dossier d'instruction qui ne contient ni preuve ni aveu. » Les avocats des prévenus ont déclaré vouloir obtenir un non-lieu pour leurs clients,.
Le 28 mai 2009, Julien Coupat est libéré et soumis à un contrôle judiciaire strict : « pointage régulier dans un commissariat à une fréquence à fixer par le juge ; obligation de résider en région parisienne chez ses parents ; interdiction d'entrer en contact avec les autres personnes mises en examen ». Il doit également acquitter une caution de 16 000 euros. Le Figaro précise que Julien Coupat possède en fonds commun de placement la somme de 50 000 euros (courant août 2008).
Après la libération du jeune homme, le 29 mai 2009, Jean-Claude Marin, procureur de la République à Paris, déclare : « Si la mise en examen d'une personne ne préjuge en rien de sa culpabilité, sa remise en liberté au cours de l'information judiciaire ne saurait être interprétée comme le signe de l'absence ou l'insuffisance de charges contre elle ». Ces propos entendent répondre aux critiques qui soulignent combien il est surprenant et inhabituel de remettre en liberté quelqu’un considéré comme le chef d'une cellule terroriste.
En juin 2009, Julien Coupat et sa compagne Yildune Lévy décident de se marier. Les termes de leur contrôle judiciaire, en particulier l'interdiction pour ces deux personnes de se rencontrer, en sont par conséquent modifiés.
Le 2 novembre 2009, l'enquête est, selon l'expression du Figaro et de Libération, « au point mort », et les avocats de Coupat ont fourni au juge d'instruction le dossier d'une « contre-enquête » remettant en cause plusieurs conclusions de l'enquête de police initiale, : ils y stigmatisent des « anomalies » et des « incohérences » de l'enquête. Les avocats observent que contrairement à ce qui avait été affirmé par l'instruction et diffusé par les médias, « aucun des fonctionnaires de police chargés de la surveillance continue […] n'a déclaré avoir vu l'un d'entre eux sortir du véhicule ou y entrer, ni avoir vu personne sur la voie ferrée ». Ils remarquent que les traces de pneus relevées à proximité de la voie sabotée ne « sont pas compatibles » avec la voiture de Coupat. « Les pneus de la Mercedes 250 [de Coupat] ont une largeur de 200 mm et la distance entre les bords intérieurs des roues du train avant et du train arrière est de 1 300 mm. » Or, les traces relevées sur les lieux ont montré qu'« entre l'intérieur de chacun des deux pneumatiques, la distance est de 1 190 mm, la largeur de chaque pneumatique étant de 153 mm », indique la note.
Le 26 novembre 2009, le juge Thierry Fragnoli se rend en Loire-Atlantique pour entendre comme témoin Jean-Hugues Bourgeois. Cette nouvelle audition avait été réclamée par les avocats de la défense en raison de graves contradictions dans les dépositions successives de l'éleveur de chèvres.
Le 3 décembre 2009, les neuf mis en cause annoncent dans une tribune commune publiée par Le Monde qu'ils cessent de respecter le contrôle judiciaire qui leur est imposé en réaction à la mise en examen, le 27 novembre, d'une dixième personne.
Début avril 2010, les avocats d'un des mis en examen déposent une requête en annulation de l'intégralité de la procédure, « estimant illégal le dispositif de vidéosurveillance au domicile parisien de Julien Coupat durant l'enquête préliminaire ». Le 22 octobre 2010, la chambre de l’instruction de la cour d’appel de Paris rejette la demande d'annulation.
Le 18 février 2011, Le Nouvel Observateur révèle qu'en février 2010 deux tubes en PVC ont été retrouvés dans la Marne par les enquêteurs à l'aplomb d'un endroit où Julien Coupat et Yildune Levy s'étaient arrêtés peu après avoir quitté le lieu du sabotage dans la nuit du 7 au 8 novembre 2008. D'après la police, ces tubes auraient été assemblés pour constituer une perche rendant possible la pose d'un crochet sur la caténaire. Le matériel aurait été acheté dans un magasin de bricolage des Hauts-de-Seine un peu plus tôt dans la journée.
Le même jour, les avocats de Julien Coupat et ses amis révèlent qu'ils préparent un dépôt de plainte pour faux en écriture publique contre les policiers de la sous-direction antiterroriste (SDAT).
Les avocats de Julien Coupat ont déposé le 16 mars 2012 une « requête en récusation », auprès du premier président de la Cour d’appel de Paris, contre Thierry Fragnoli, à la suite de la révélation d'un courriel envoyé à plusieurs journalistes où le juge d'instruction, qui précise qu'il parle en « off », alerte ses « amis de la presse libre », c'est-à-dire « celle qui n'est pas affiliée à Coupat/Assous ».
Le 7 mai 2015, deux jours après le vote à l'Assemblée nationale du Projet de loi relatif au renseignement, Julien Coupat, Yildune Lévy et une autre femme se voient signifier une demande de renvoi en correctionnelle pour « association de malfaiteurs en relation avec une entreprise terroriste ». Julien Coupat explique au journal le Nouvel Observateur que le juge d’instruction Thierry Fragnoli, qui accusait ceux de Tarnac, avait donné un non-lieu à l'un des frères Kouachi qui étaient responsables de l'attaque de Charlie Hebdo en janvier 2015.
Il apparaît que Mark Kennedy, un policier anglais infiltré dans la gauche radicale européenne de 2003 à 2010, y compris le groupe de Tarnac, a joué un rôle très important par les informations plus ou moins exactes transmises à la police française,.

## Controverse
En réaction à son arrestation, un « Comité de soutien aux inculpés de Tarnac (d)  » est créé par des habitants de Tarnac (dans le département de la Corrèze) et des environs en novembre 2008, demandant la « libération immédiate » des détenus.
Durant sa détention, son avocate, qui dénonce un « fiasco politico-judiciaire », va demander « que la juridiction antiterroriste soit déclarée incompétente ». Les huit autres mis en examen, dans une tribune publiée dans le journal Le Monde, s'adressant à la police et à la justice, déclarent après avoir expliqué leur position et exprimé leur solidarité avec Julien Coupat : « nous ne vous dirons plus rien et cela jusqu'à ce que vous le libériez, jusqu'à ce que vous abandonniez la qualification de chef pour lui et de terrorisme pour nous tous. En résumé, jusqu'à ce que vous abandonniez les poursuites. »
Le 25 mai 2009, Le Monde publie un long entretien mené par écrit avec Julien Coupat dans lequel celui-ci estime que la prolongation de sa détention « est une petite vengeance bien compréhensible au vu des moyens mobilisés et de la profondeur de l'échec ». Le Figaro souligne de son côté « un texte empreint de situationnisme ». Interrogé par les journalistes sur sa lecture en prison de Surveiller et punir de Michel Foucault, Coupat développe une réflexion sur le système carcéral et conclut : « La race des innocents est éteinte depuis longtemps, et la peine n'est pas ce à quoi vous condamne la justice : la peine, c'est la justice elle-même, il n'est donc pas question pour mes camarades et moi de « clamer notre innocence », ainsi que la presse s'est rituellement laissée aller à l'écrire, mais de mettre en déroute l'hasardeuse offensive politique que constitue toute cette infecte procédure. » Au-delà de la discussion sur la culpabilité même de Coupat dans les faits reprochés, la controverse a donc porté sur la nature de ses théories (ou sur celles du « Comité invisible » à l'origine de L'Insurrection qui vient dont il dit être un lecteur) et sur leur faculté d'entraîner sur la voie de l'action, mais aussi sur une éventuelle instrumentalisation par Michèle Alliot-Marie d'une mouvance « anarcho-libertaire ».
La matérialité des preuves ainsi que la qualification « terroriste » des faits font l'objet de vives critiques de la part d'universitaires, d'habitants de Tarnac, d'avocats,, des parents des prévenus, de journalistes, de policiers et de gendarmes. Le quotidien Libération écrit ainsi que « chaque jour, la baudruche semble se dégonfler un peu plus ».
Des universitaires et des juristes dénoncent l'« inconsistance » des charges retenues, le « tour clairement politique » qu'a pris l'affaire, et réclament sa libération immédiate. La Ligue des droits de l'homme s'inquiète également d'« une procédure qui ne s’embarrasse pas du respect des libertés individuelles et se déroule sous l’œil de médias alimentés d’informations uniquement à la charge des personnes mises en cause ».
Le Canard enchaîné suggère que cette lutte à bon compte contre un supposé ennemi intérieur permet de faire oublier l'impuissance du gouvernement français face aux nationalistes corses et ajoute : « la hâte avec laquelle ce groupe a été supposé coupable et assimilé à la bande à Baader, à Action directe, voire à Ben Laden, témoigne d'une étrange confusion dont ne peuvent se réjouir que les terroristes, les vrais ». Il s'interroge par ailleurs sur la consistance d'une accusation basée largement sur des écrits et une supposée appartenance à la « mouvance libertaire autonome » ou « anarcho-autonome ». Pour Giorgio Agamben, « on cherche le terrorisme et on finit par le construire, tout ça pour répandre la peur chez les jeunes gens ». Quant à Serge Quadruppani, il y voit la « farce du retour de l'épouvantail terroriste » et la « fabrication de la “mouvance anarcho-autonome” » par le ministère de l'Intérieur et les médias.
Pour le mensuel CQFD, qui fustige l'accusation d'association de malfaiteurs en relation avec une entreprise terroriste — « une qualification aussi implacable qu'impalpable qui autorise toutes les interprétations et toutes les dérives » —, « un « faisceau d'indices » (en clair, une absence de preuves tangibles), des écrits, des soupçons, un témoignage sous X farfelu, voilà qui est suffisant pour jeter aux oubliettes la présomption d'innocence et maintenir des coupables idéaux en prison préventive pendant des mois, voire des années ».
Selon Mediapart, le témoin « sous X » de l'affaire des sabotages qui a accusé Julien Coupat sur procès-verbal, n'est pas crédible. Ce témoin serait en effet sous le coup d'une condamnation pour « dénonciation de délits imaginaires », ce qui se révélera faux. Les journalistes de Mediapart Fabrice Arfi et Fabrice Lhomme ont en fait été informés par une source au sein de la gendarmerie que le témoin sous X vivait dans le Puy-de-Dôme, et avait fait la une des médias pour des incendies et tentatives d'intimidation. Les journalistes ont donc contacté un certain François Philippe, et son avocat maître Portejoie, de Clermont-Ferrand. François Philippe avait fait l'objet d'une condamnation pour « dénonciation de délit imaginaire ». Malgré les dénégations de François Philippe, le site Mediapart sort son article, mais omet, après la révélation de l'identité du vrai témoin, de revenir sur cette information. Le témoin qui a fait l'objet également d'accusations d'incendies et de menaces sera bien mis en examen pour incendie volontaire le 24 juin 2009, soit 7 mois après l'article de Mediapart. Sa mise en examen sera annulée en février 2010. Mediapart n'est jamais revenu sur sa méprise,. Dans un reportage diffusé au journal de 20 h de TF1 le 11 novembre 2009, le témoin « sous X » affirme qu'il aurait été manipulé par les enquêteurs et que son témoignage lui aurait été extorqué,,.
Le Canard enchaîné a fustigé les conditions de détention d'Yildune Lévy à la maison d’arrêt des femmes de Fleury-Mérogis : la nuit, toutes les deux heures, la lampe s’allume dans sa cellule pour officiellement « la protéger d’elle-même », mais il s'agit selon l'hebdomadaire, qui cite les juges, d'« attendrir la viande » de cette « dangereuse terroriste ». L'hebdomadaire précise qu'il s'agit du mode de surveillance réservé aux « détenus particulièrement surveillés ».
Julien Coupat estime pour sa part que « l'antiterrorisme est la forme moderne du procès en sorcellerie ». Reprenant à son compte ce rapprochement, le journaliste Arnaud Viviant estime que « ce qui est désormais reproché à Julien Coupat, ce n'est pas d'avoir arrêté des trains dans des circonstances plus dignes d'une BD de Lucky Luke que d'un véritable complot terroriste international, mais d'avoir écrit un livre s'intitulant, sataniquement presque, L'Insurrection qui vient ».

### Réactions politiques

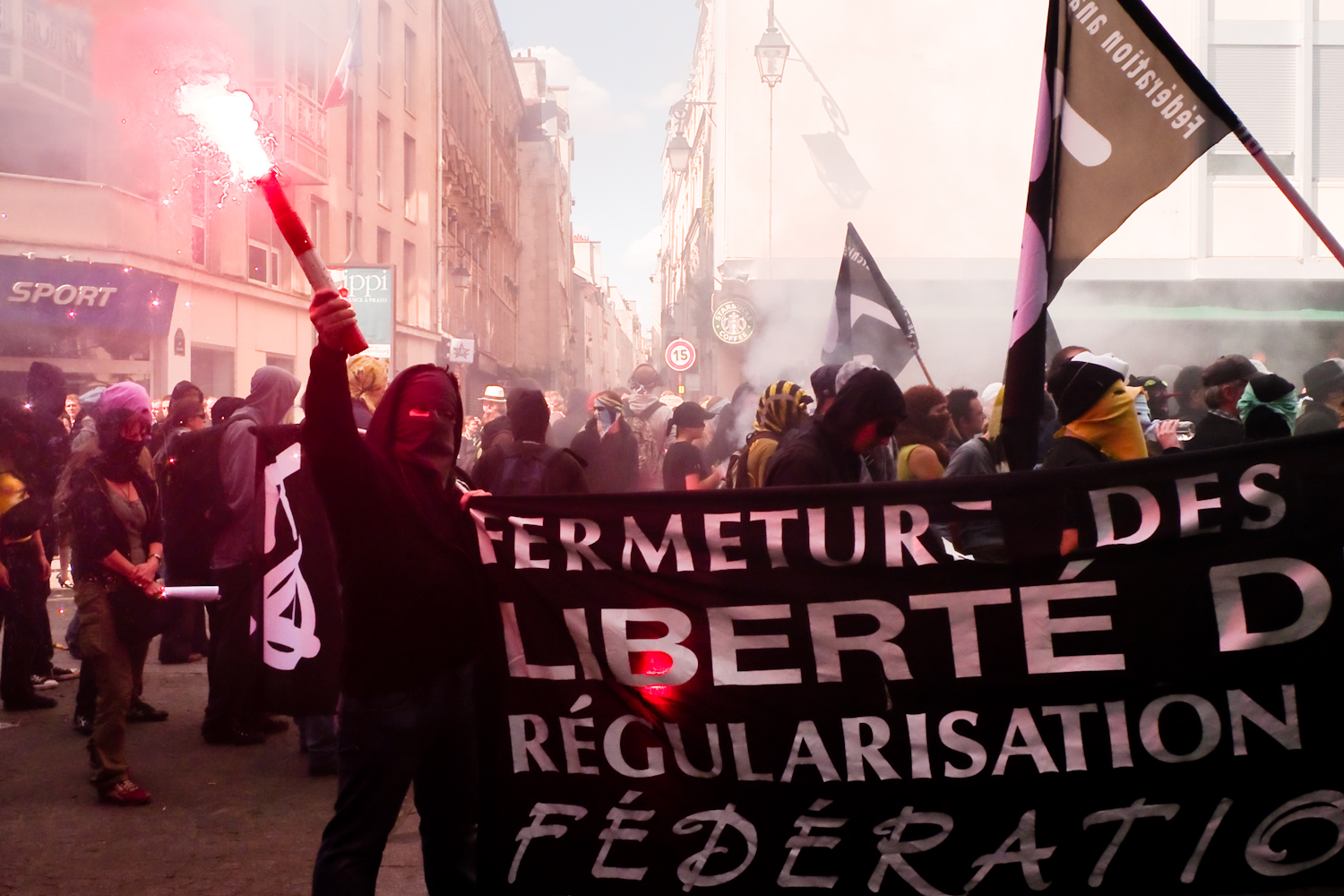
Manifestation contre la répression, organisée le 21 juin 2009 à Paris par le Comité de soutien aux inculpés de Tarnac.

L'affaire est rendue publique par un communiqué de Michèle Alliot-Marie qui se félicite des arrestations effectuées à Tarnac. La majorité de la classe politique[Qui ?] s'en félicite également, tout comme les médias, à l'exemple du journal Libération qui titre « L'ultra-gauche déraille » le 12 novembre 2008. À l'exception notable des organisations libertaires, comme la Fédération anarchiste, qui publie dès le lendemain un communiqué demandant leur libération sans condition.
Les Verts sont les premiers politiques à réagir au niveau national en faveur des personnes mises en examen. Fin novembre, Cécile Duflot (secrétaire nationale des Verts) dénonce une « opération disproportionnée, en l’absence de preuves formelles, menée à grand bruit médiatique »[réf. nécessaire]. Elle interviendra à diverses reprises dans les médias ou en étant présente au tribunal. Dans le même temps, l'eurodéputé Daniel Cohn-Bendit intervient dans Libération et dénonce une « construction idéologique dangereuse » de la part de la ministre de l'Intérieur.
La sénatrice verte Dominique Voynet, après avoir rendu visite fin décembre 2008 à Julien Coupat à la prison de la Santé, dénonce quant à elle « les conditions de l'interpellation, la qualification invraisemblable des faits ainsi que la durée de la détention provisoire ». Le 11 décembre, une conférence de presse à l'Assemblée nationale réunit les députés Patrick Braouezec (PCF), Noël Mamère, Martine Billard (Verts) et la sénatrice de Corrèze Bernadette Bourzai (PS). Le 16 décembre 2008, Noël Mamère évoque le problème dans une question à l'Assemblée. La ministre de l'Intérieur lui répond que « des personnes sont mises en examen et devront répondre de leurs actes devant la justice ».
Des manifestants anarchistes en Grèce déclarent soutenir Julien Coupat à plusieurs reprises.
Fin décembre, Martine Aubry évoque prudemment les atteintes à la présomption d'innocence, mais n'évoque pas le fond de l'affaire. Le 15 janvier 2009, François Hollande prend position en faveur des mis en examen et dénonce « l’hystérie sécuritaire ». Le député André Vallini, qui avait présidé la commission parlementaire d'Outreau, estime le 17 janvier 2009 que « les leçons d'Outreau ne semblent décidément ne pas avoir été retenues par la justice française. Les décisions des juges du siège se succèdent et se contredisent et le parquet semble recevoir ses instructions du ministère de l'Intérieur autant que du ministère de la Justice ». Jean-Claude Marin, procureur de la République de Paris, répond publiquement à André Vallini sur RTL, ce qui est inhabituel : « Je pense que M. Vallini a une connaissance très complète du dossier de l'instruction qui lui permette de prendre cette position. J'ai une lecture assez complète de ce dossier et je n'arrive pas à la même conclusion. […] Ce dossier n'est pas vide, c'est totalement inexact de le dire. Je ne dis pas que M. Coupat est coupable, il est encore présumé innocent. Le juge d'instruction est en train de voir si les éléments qui sont dans le dossier sont à charge ou pas suffisamment à charge à l'égard de ce garçon et d'autres ».
Toutefois, seules Bernadette Bourzai et Martine Roure signent au Parti socialiste la tribune « Tarnac ou l’antiterrorisme à grand spectacle » parue dans Le Monde le 2 février 2009 cosignée par plusieurs communistes, Verts et responsables associatifs. Le 11 mars 2009, Ségolène Royal refuse de donner son avis sur « un sujet » qu'elle ne « maîtrise pas ». Le 17 mars, le NPA publie un communiqué national demandant la libération de Julien Coupat[réf. nécessaire].
Au mois de mai, cinq militants sont placés en garde à vue, dont le fils d'Huguette Bouchardeau et un militant Vert, à cause d'un tract d'appel à la mobilisation contre la justice d'exception[source insuffisante]. Ils sont relâchés à l'issue de la garde à vue, aucune charge n'étant retenue contre eux. Une tribune de soutien, cosignée par Cécile Duflot, Dominique Voynet et Noël Mamère est publiée sur le site Rue89.
Le 28 mai, jour de la remise en liberté de Coupat, le député Arnaud Montebourg publie une tribune dans laquelle il déclare notamment « Julien Coupat, le romantique de Tarnac, coupable de ce qu'il pensait et de ce qu'il avait dans la tête, plutôt que de ce qu'il a fait, symbolise désormais la victime des abus judiciaires du régime », et demande la démission de Michèle Alliot-Marie.

## Procès
Le vendredi 7 août 2015, la juge d’instruction Jeanne Duyé renvoie devant un tribunal correctionnel huit membres du groupe dont Julien Coupat en ne gardant que l’accusation d’« association de malfaiteurs » à l’encontre de Julien Coupat, et trois autres personnes. Quatre autres personnes sont renvoyées pour avoir refusé de donner leur ADN et, pour deux d’entre elles, pour « falsification de documents administratifs ». La charge de terrorisme est abandonnée. Le parquet a fait appel de cette décision.

Selon un éditorial du journal Le Monde : 

« De manière logique, la décision de la juge tire le bilan piteux d’une enquête erratique, confuse et lacunaire. Le seul fait concret retenu est la pose d’un crochet sur une caténaire. Mais il n’y a ni flagrant délit, ni preuves, ni aveux que Julien Coupat et sa compagne, directement mis en cause, ont participé à ce sabotage. En outre, les experts admettent que cet acte de malveillance ne menaçait en rien des personnes. Quant à l’enquête, elle a mis au jour bien des irrégularités et des incohérences, opportunément couvertes par le secret défense, au point de jeter le doute, voire le discrédit, sur les méthodes de la DCRI. »

La chambre de l'instruction de la cour d'appel de Paris confirme le 28 juin 2016 l'ordonnance des juges. Le parquet général de Paris forme alors un pourvoi en cassation, qui est examiné le 13 décembre 2016. Le 10 janvier 2017, la Cour de cassation écarte définitivement la qualification de terrorisme,,. En mars 2018, l'affaire passe devant le tribunal correctionnel de Paris. Le 12 avril 2018, Julien Coupat et Yldune Lévy sont relaxés par le Tribunal correctionnel de Paris de tous les motifs de mise en examen à l'exception de celui de « refus de se soumettre à un prélèvement biologique ». Ils sont toutefois dispensés de peine. Le jugement de la présidente de la 14e chambre du tribunal correctionnel de Paris, Corinne Goetzmann, est motivé par la phrase suivante : « L’audience a permis de comprendre que le groupe de Tarnac était une fiction. » Le parquet annonce peu après ne pas faire appel du jugement.
L'affaire de Tarnac est considérée comme un fiasco judiciaire,.

### Articles et revues
- Isabelle Mandraud, Caroline Monnot, Julien Coupat : "La prolongation de ma détention est une petite vengeance", Le Monde, 25 mai 2009
- Laurent Borredon, Tarnac, une instruction française, Le Monde, 10 juin-8 août 2014, 50 épisodes
- Christophe Becker, Mathieu Burnel, Julien Coupat, Bertrand Deveaud, Manon Glibert, Gabrielle Hallez, Elsa Hauck, Yildune Lévy, Benjamin Rosoux, Aria Thomas, Bye-bye Saint-Eloi ! Observations concernant le réquisitoire définitif du procureur de la République dans l’affaire dite "de Tarnac", lundimatin, 8 juin 2015, 38 p.

- Collectif, 2008-2018 Textes et documents relatifs à l’affaire dite "de Tarnac", lundimatinpapier #2, janvier 2018, 320 p.[94]

### Filmographie
- Audrey Ginestet, Relaxe, Deuxième Ligne Films (production), Norte (distribution), 2022, 92 min

### Enquêtes et entretiens
- David Dufresne, Tarnac : Les accusations (1/4), Benjamin Rosoux, Mathieu Burnel, Mediapart, 14 décembre 2008, 9 min
- David Dufresne, Tarnac : Opération Taïga (2/4), Benjamin Rosoux, Mathieu Burnel, Mediapart, 14 décembre 2008, 12 min
- David Dufresne, Tarnac : L'emballement médiatique (3/4), Benjamin Rosoux, Mathieu Burnel, Mediapart, 14 décembre 2008, 6 min
- David Dufresne, Tarnac : Une affaire politique (4/4), Benjamin Rosoux, Mathieu Burnel, Mediapart, 15 décembre 2008, 7 min
- Laurent Ruquier, Gérard Coupat et le sabotage du réseau SNCF, On n'est pas couché, France 2, 20 décembre 2008, 23 min
- David Dufresne, Gérard Coupat : "Julien est otage du ministère de l’Intérieur", Mediapart, 19 janvier 2009, 8 min
- David Dufresne, Affaire de Tarnac : L’espion qui bloguait (1/2), Mathieu Burnel, Mediapart, 26 juin 2013, 9 min
- David Dufresne, Affaire de Tarnac : L’espion qui bloguait (2/2), Mathieu Burnel, Mediapart, 27 juin 2013, 6 min
- Léa Salamé, Julien Coupat : "Tarnac, l’un des plus grands fiascos de l’antiterrorisme", L'invité de 7h50, France Inter, 12 mai 2015, 14 min
- Joseph Confavreux, Michel Deléan, Éric Hazan sur le Comité invisible, Tarnac et la justice, Mediapart, 18 mai 2015, 22 min
- Simone Depoux, Retour sur l'affaire dite "de Tarnac" avec Julien Coupat et Mathieu Burnel, L'humeur vagabonde, France Inter, 17 février 2018, 34 min
- Tristan Waleckx, Matthieu Rénier, Olivier Broutin, Tarnac : les vérités de Julien Coupat, Envoyé spécial, France 2, 8 mars 2018, 28 min
- La parisienne libérée, Le Mix de la Parisienne Libérée : "Tarnac et l'État nucléaire", Mediapart, 10 mars 2018, 13 min
- Ali Badou, Yildune Lévy et Marie Dosé : "L'antiterrorisme est une machine à broyer", L'invité de 7h50, France Inter, 13 avril 2018, 9 min
- Sky, Criminalisation de la lutte sociale ? Jérémie Assous : Affaire Tarnac, Thinkerview, 4 mai 2018, 97 min
- Aude Lancelin, De Tarnac aux Gilets jaunes : l'art de réprimer, Vanessa Codaccioni, Le Média, 1er avril 2019, 38 min

### Théâtre
- Sophie Lewisch, C.R.A.S.H., compagnie Hors Jeu, 2021